# 南アフリカ共和国の競馬
南アフリカ共和国の競馬（みなみあふりかきょうわこくのけいば）では、南アフリカ共和国における競馬について記述する。

## 歴史
- 1792年 - 南アフリカに初めてサラブレッドが到着[1]。
- 1797年、西ケープ州を占領していたイギリスが競馬の開催を始めた。1810年代以降、開催地は東ケープ州、クワズール・ナタール州、ハウテン州に拡大。
- 1817年 ポート・エリザベス（東ケープ）で競馬が開催される[1]。
- 1833年 - ケープタウン近郊にケニルワース競馬場が建設される。
- 1844年 - ダーバン（ナタール）で競馬が開催される[1]。
- 1882年 - ポート・エリザベスに競馬統轄機関、南アフリカジョッキーズクラブが設立される。
- 1883年 - メトロポリタンハンデ（現在のJ&Bメット）創設[1]。
- 1884年 - ダーバン近郊にグレイヴィル競馬場が建設される。
- 1886年 - ヨハネスブルグ（トランスヴァール）で競馬が開催される[1]。
- 1887年 - ヨハネスブルグ近郊にターフフォンテン競馬場が建設される。ヨハネスブルグサマーカップ創設[1]。
- 1897年 - ダーバンターフクラブハンデキャップ（現在のダーバンジュライ）創設[1]。
- 1999年 - ヒューメレラ社が三冠制度を創設。ホースチェスナットが三冠達成[1]。
- 2004年 - 南アフリカジョッキーズクラブが全国競馬機構（英語版）と改称[1]。

## 特徴
国内の競馬は、便宜上、中央州、西ケープ、東ケープ、ナタールの4地区に分けられている。
- 中央州 - 中心は首都ヨハネスブルグ。トランスヴァール、オレンジ自由州が含まれる。
- 西ケープ - ケープタウンが中心。
- 東ケープ - ポート・エリザベスが中心。
- ナタール - ダーバンが中心。

競走馬の生産は西ケープ州、東ケープ州およびクワズール・ナタール州を中心。ピーク時は年間4000頭ほどを生産していたが、2006年には2200頭あまりに減少している。長い間、イギリスからのサラブレッド輸入を行っていたが、1980年代に北米産サラブレッドの輸入が中心になった。
近年は治安状況が悪化しており、日本中央競馬会は機関誌『優駿』において南アフリカ共和国での競馬観戦に関し注意を喚起している。

### 組織
南アフリカにおける競馬統括機関である全国競馬機構（the National Horseracing Authority、NRA）はジンバブエの競馬をも統轄し、血統登録や成績表の刊行を行っている。
経営的には、各地にジョッキークラブ（競馬会）があったが、再編されて1999年に競馬運営企業のヒューメレラ（Phumelela）社（中央州・東ケープ地区）とゴールドサークル（Gold Circle）社（ナタール・西ケープ地区）の両社が全国の競馬運営を行っている。

### 競走
すべての重賞競走は芝コースで行われ、賭けはパリミュチュエル方式によるものとブックメーカーによるものとがある。
2歳・3歳路線は各地で独自の競走体系が整備されている。州毎に三冠体系もあったが、現存しない。3歳馬のための主要競走は時代により異なり、サウスアフリカンダービー、ウエストプロビンスダービー（現在のケープギニー）、ケープダービーなどがその位置を占めてきた。
各地域ごとに、短距離・マイル・牝馬などの路線別に競走体系が構築されている。

#### 主な競走
- ダーバンジュライ - 1897年創設。ダーバンのグレイヴィル競馬場で行われる芝2200メートル戦[1]。
- サンメット - 1883年創設。旧名はJ&Bメット、J&Bメトロポリタンステークス、メトロポリタンハンデなど。ケープタウンのケニルワース競馬場の芝2000メートル戦[1]。
- サマーカップ - 1887年創設。ヨハネスブルグのターフフォンテン競馬場の芝2000メートル戦[1]。

#### 平地競走
- サウスアフリカンダービー
- セクウィニフィリーズステークス
- ゴールデンホースシュー
- ゴールデンスリッパー
- ハウテンフィリーズギニー
- ハウテンギニー
- チャンピオンズカップ
- サウスアフリカンクラシック
- サウスアフリカンフィリーズクラシック
- ザ・マーチャンツ
- サウスアフリカンオークス
- ホースチェスナットステークス
- チャンピオンズチャレンジ
- コンピュータフォームスプリント
- エンプレスクラブステークス
- ケープギニー
- ケープダービー
- ケープフィリーズギニー
- ケープフライングチャンピオンシップ
- キングズプレート
- マジョルカステークス
- パドックステークス
- プレミアズチャンピオンステークス
- マーキュリースプリント
- ゴールドチャレンジ
- デイリーニューズ2000
- ウーラヴィントン2000
- ゴールドカップ
- ガーデンプロヴィンスステークス
- ゴールドメダリオン
- アランロバートソンチャンピオンシップ
- ゴールデンホーススプリント
- サウスアフリカンフィリーズスプリント
- サウスアフリカンナーサリー

#### 現在の南アフリカの主な平地競走のレース日程（G1競走のみ）
- 11月- （第4週）サマーカップ[2]
- 12月- （第1週）ケープフィリーズギニー[3]（第3週）ケープギニー[4]
- 1月- （第2週）キングズプレート[5]、パドックステークス[6]（第4週）ケープダービー[7]、マジョルカステークス[8]（第5週）サンメット[9]、ケープフライングチャンピオンシップ[10]
- 4月- （第1週）サウスアフリカンクラシック[11]、サウスアフリカンフィリーズクラシック[12]、ホースチェスナットステークス[13]（第3週）エンプレスクラブステークス[14]（第5週）サウスアフリカンダービー[15]、コンピュータフォームスプリント[16]、チャンピオンズチャレンジ[17]
- 5月- （第4週）デイリーニューズ2000[18]
- 6月- （第1週）ゴールドメダリオン[19]、アランロバートソンチャンピオンシップ[20]、サウスアフリカンフィリーズスプリント[21]（第2週）ゴールドチャレンジ[22]
- 7月- （第1週）ガーデンプロヴィンスステークス[23]、ダーバンジュライ[24]（第3週）マーキュリースプリント[25]（第5週）チャンピオンズカップ[26]、プレミアズチャンピオンステークス[27]、セクウィニフィリーズステークス[28]

暦の関係上、開催が前の月に前倒しする時や、翌月にずれ込むことがあり、第○週と書いてあるものがずれることがよくある。よってあくまでも目安として判断していただきたい。

## 競馬場
- グレイヴィル競馬場 - 主要都市ダーバンにある競馬場。国内最大級の競走ダーバンジュライハンデキャップが行われる。
- ケニルワース競馬場 主要都市ケープタウンにある競馬場。
- ターフフォンテン競馬場 - 主要都市ヨハネスブルグにある競馬場。
- クレアウッド競馬場
- ニューマーケット競馬場
- ゴスフォースパーク競馬場
- ヴァール競馬場
- アーリントン競馬場
- フェアビュー競馬場
- スコットヴィル競馬場
- ダーバンヴィル競馬場
- ブルームフォンテーン競馬場
- ポートエリザベス競馬場